# Krajowa Izba Radców Prawnych
Krajowa Izba Radców Prawnych – jest obok okręgowych izb radców prawnych jednostką organizacyjną działającego w Polsce samorządu radców prawnych. Działa na podstawie ustawy z dnia 6 lipca 1982 r. o radcach prawnych. Izba posiada osobowość prawną. Jej organem wykonawczym jest Krajowa Rada Radców Prawnych.

## Struktura
Organami Izby są:
- Krajowy Zjazd Radców Prawnych
- Krajowa Rada Radców Prawnych
- Wyższa Komisja Rewizyjna
- Wyższy Sąd Dyscyplinarny
- Główny Rzecznik Dyscyplinarny[2].

Począwszy od 2016 kadencja organów Izby trwa 4 lata.
Prezesem Krajowej Rady Radców Prawnych jest Włodzimierz Chróścik (wybrany na to stanowisko 7 listopada 2020 podczas zdalnego XII Krajowego Zjazdu Radców Prawnych).